# Cnemaspis indica
Cnemaspis indica är en ödleart som beskrevs av Gray 1846. Cnemaspis indica ingår i släktet Cnemaspis och familjen geckoödlor. Inga underarter finns listade i Catalogue of Life.